# Marcel Rouher
Édouard Marcel Victor Rouher (né le 28 juillet 1857 à Cemboing en Haute-Saône et mort à Paris le 8 novembre 1940) est un organiste, chef de chœur et compositeur français.

## Biographie
Il complète ses études musicales au Conservatoire national supérieur de musique de Paris et y décroche un premier prix d’harmonie dans la classe de Théodore Dubois. Massenet (composition) et Franck (orgue) comptent aussi parmi ses professeurs.
En 1885, il épouse Léonie Guintrange qu’il a connue dans la classe d’orgue de Franck.
En juillet 1890, il succède à Eugène Archaimbaud à la tête de la maîtrise de l’église Saint-Vincent-de-Paul de Paris. Il n’y restera que 5 ou 6 ans, mais constitue une importante bibliothèque musicale de plus de 200 œuvres comprenant des messes et des motets de Haydn, Beethoven, Choron, Gounod, Franck et Dubois entre autres.
D’abord à l’orgue de chœur à Saint-Germain-l'Auxerrois (vers 1896), il succède en 1910 à Eugène Vast comme titulaire du grand orgue de la même église.
Pendant de nombreuses années, il a été membre du jury des concours du Conservatoire.

## Distinctions
Comme son jeune collègue Boëllmann, Marcel Rouher est récompensé à plusieurs reprises par la Société internationale des organistes et maîtres de chapelle :
- février 1882 : pour son Offertoire pour orgue ;
- mai 1882 : pour son O Salutaris pour soprano ou ténor ;
- février 1883 : pour sa Rentrée de Procession (Carillon) pour orgue.

## Œuvres

### Chant et piano
- À une Marguerite, mélodie, poésie de Paul Bourget (1852-1935), voix et piano : Paris : J. Naus, [1884]
- Les Cloches, mélodie, poésie de Paul Bourget (1852-1935) : Paris : J. Naus, [1884]

### Musique religieuse vocale
- O salutaris pour baryton solo, chœur, 2 orgues (ad libitum) et contrebasse : Paris : impr. de E. Delanchy , [1881]
- O salutaris pour soprano ou ténor avec accompagnement d'orgue. Prix de la Société internationale des organistes et des maîtres de chapelle : Paris : S. Bornemann , [1901]
- Ave Maria, pour baryton, chœur mixte (4 voix), violoncelle, contrebasse (ad lib.)
- Ave Maria, pour ténor avec accompagnement de violon, violoncelle et orgue : Paris : J. Hamelle , [1901]
- Chant nuptial pour violon, violoncelle et orgue ou piano : Paris : J. Hamelle , [1903]
- O Salutaris. Ave Maria, sur le Largo d'Haendel, pour soprano ou ténor, avec accompagnement d'orgue ou harmonium : Paris : J. Harmelle , [1919]

### Orgue ou harmonium
- Marche triomphale pour grand orgue : Paris : O Kelly, [1881]
- Offertoire pour grand orgue (avec pédale ad lib.), prix de la Société internationale des organistes et maîtres de chapelle. 1ère année : Paris : A. Lissarrague [1882]
- Sept variantes sur un air breton, pour orgue : Paris : Parvy , [1883]
- Service de vêpres, pour grand orgue ou harmonium (ad libitum) : St-Laurent-sur Sèvre (Vendée) : L.-J. Biton , [1909]
- 450 Noëls classés par tons, harmonisés par Marcel Rouher, 2 vol. : Saint-Laurent-sur-Sèvre (Vendée) : L.-J. Biton , [1910]
- 10 Pièces pour orgue ou harmonium, extraites de la collection des 450 Noëls : Saint-Laurent-sur-Sèvre (Vendée) : L.-J. Biton , [1910]
- Service de messe pour grand orgue ou harmonium (ad libitum) : St-Laurent-sur-Sèvre (Vendée) : L.-J. Biton , [1911]
- Rentrée de procession, carillon pour grand orgue. Prix de la Société internationale des organistes et des maîtres de chapelle : Paris : S. Bornemann , [1912]
- Toccata en ré mineur pour orgue (ou harmonium) ; in J. Joubert, Les Maîtres contemporains de l’orgue, Paris, Sénart, [1912], vol. 2
- 3 Offertoires sur des noëls, extraits de la collection des 450 Noëls , pour grand orgue (avec pédale ad lib.) ou harmonium : St-Laurent-sur-Sèvre (Vendée): L.-J. Biton , [1912]
- 4 Sorties - marches brèves et faciles sur des Noëls, extraits de la collection des 450 Noëls : St-Laurent-sur-Sèvre (Vendée): L.-J. Biton , [1917]